# 横山勝丘
横山 勝丘（よこやま かつたか、1979年4月5日 - ）は日本の登山家。パタゴニアクライミングアンバサダー、国立登山研修所講師。神奈川県相模原市出身。

## 概要
信州大学理学部物質循環学科卒業。在学中は山岳部に入り、エル・キャピタン、ヨーロッパアルプス、冬壁、各地で岩場開拓を経験する。2005年のアラスカを皮きりに、アンデス、ヒマラヤ、パタゴニアなどを放浪。同時に、北米やヨーロッパのフリークライミングツアーへの参加や、辺境の地での岩場開拓に奮闘。2011年にはローガン山南東壁初登攀に成功し、第19回ピオレドール賞を受賞した。

## 書籍
- 登山雑誌「岳人」に連載「アルパインクライミング考」。のちに山と溪谷社が単行本化[1]